# Nagaon
Nagaon – miasto w Indiach, w stanie Asam, stolica dystryktu Nagaon.
W 2011 roku liczyło 121 628 mieszkańców.